# Muzahim Saab Hassan at-Tikriti

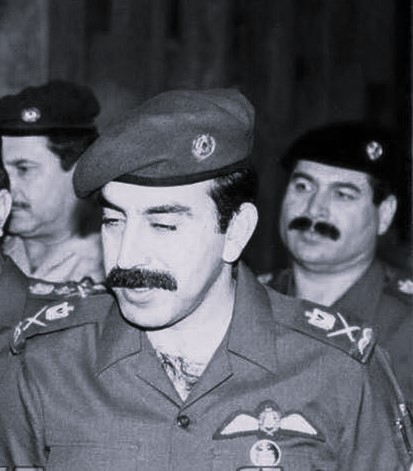
Saab (1989)

Muzahim Saab Hassan at-Tikriti (arabisch مزاحم صعب حسن التكريتي, DMG Muzāhim Ṣaʿb Ḥasan at-Tikrītī; * 1946, 1949 oder 1960 in al-Audscha, Tikrit, Königreich Irak) ist ein ehemaliger irakischer Militär und diente von 1999 bis 2003 als Befehlshaber und General der irakischen Luftverteidigungskräfte während der Regierungszeit von Saddam Hussein. Er hatte den Rang eines Luftwaffengenerals.

## Leben
Er wurde in al-Audscha geboren, einer Vorstadt von Tikrit. Sein Vater ist Saab Hasan, der Bruder von Ibrahim Hasan und der Stiefvater ist Saddam Hussein. Er ist der Cousin von Saddam.
Im Jahr 1990 übernahm er die Position von General Hamid Shubbar und wurde sowohl zum Kommandanten der Luftwaffe als auch zum Kommandanten der Luftverteidigung ernannt. Es wird berichtet, dass er seine Besorgnis über die Invasion in Kuwait geäußert hat. Zu dieser Zeit veröffentlichte die damalige sowjetische Nachrichtenagentur Interfax einen Artikel, in dem behauptet wurde, dass Muzahim auf Anordnung Saddams wegen dieser Bedenken hingerichtet werden sollte. Diese Behauptung wurde jedoch von der irakischen Botschaft in Moskau abgelehnt.
Während des Golfkrieges konnten sowohl die irakische Luftwaffe als auch die Luftverteidigungsmacht keine bedeutende Rolle spielen. Nach dem Krieg trat Muzahim als Luftverteidigungskommandant zurück, blieb jedoch bis 1995 Luftwaffenkommandant. Im Jahr 1997 wurde er zum stellvertretenden Kommandeur der Saddam-Fedajin ernannt und fungierte auch als Unterstaatssekretär im Ministerium für Militärindustrie.
Am 30. März 2003 während des Irakkrieges wurde der Kommandant Muzahim von der irakischen Luftwaffe entlassen. Der Grund dafür war, dass die Luftverteidigungskräfte unter Muzahim nicht effektiv amerikanische Luftangriffe abwehren konnten. Gleichzeitig kam es zu einem Vorfall, bei dem britische Geheimdienste versehentlich Luftverteidigungsraketen auf US-Militärflugzeuge abfeuerten, die dann in einem Wohngebiet in Bagdad landeten. Es wird vermutet, dass dieser Vorfall viele zivile Todesopfer zur Folge hatte, jedoch wird die genaue Todesursache noch analysiert.
Er wurde als Karo-Dame in den Personality Identification Playing Cards geführt und stand an zehnter Stelle auf der Liste des US-Militärs. Am 23. April 2003 ergab er sich dem US-Militär in Bagdad und wurde festgenommen. Am 13. April 2005 erließ der Oberste Irakische Strafgerichtshof eine Anklage und anschließend einen Haftbefehl gegen Hassan aufgrund von Verbrechen, die während dem Aufstand im Irak 1991 begangen wurden und wegen seiner Beteiligung am Völkermord an Marsch-Arabern, die in den feuchten Gebieten des Südirak lebten. Im April 2012 wurde Muzahim Saab Hassan aus der Haft entlassen.
Im Jahr 2017 verabschiedete der irakische Repräsentantenrat ein Gesetz, das die Konfiszierung beweglicher und unbeweglicher Habe von Saddam Hussein, seinen Ehefrauen, Kindern, Enkeln, Verwandten bis zum zweiten Grad sowie ihren Bevollmächtigten vorsah. Des Weiteren sah das Gesetz die Einziehung von Geldern von 52 Mitgliedern des ehemaligen Regimes, einschließlich Muzahim Saab Hassan, vor.
Aktuell widmet er sich seiner Aufgabe als Koranlehrer, indem er Kindern dabei hilft, ihn auswendig zu lernen.